# Nghị viện Cộng hòa Khmer
Nghị viện Cộng hòa Khmer (tiếng Khmer: រដ្ឋសភា នៃ សាធារណរដ្ឋ ខ្មែរ) là tên chính thức cơ quan lập pháp lưỡng viện của chính quyền Cộng hòa Khmer. Vào ngày 30 tháng 4 năm 1972, Nghị viện của chính quyền Lon Nol đã tổ chức các cuộc bầu cử cho 32 thành viên của Thượng viện và tất cả thành viên của Hạ viện, mới được thành lập theo Hiến pháp được thông qua bằng trưng cầu dân ý. Tổ chức này được thay thế bằng Hội đồng Đại biểu Nhân dân Campuchia sau khi Quân đội Cách mạng Campuchia của Khmer Đỏ chiếm được Phnôm Pênh.

## Cơ quan lập pháp

### Thượng nghị viện
Thượng viện có bao gồm 40 thành viên được bầu trong 6 năm, một nửa trong số thành viên đó được gia hạn 3 năm một lần. Ba phần năm số Thượng nghị sĩ được bầu gián tiếp ở các khu vực khác nhau của đất nước, một phần năm do chính quyền dân sự, và phần năm còn lại do Hội đồng các lực lượng vũ trang.

### Hạ nghị viện
Hạ nghị viện có bao gồm 126 thành viên được bầu cử trực tiếp theo chủ quyền phổ biến trong nhiệm kỳ 4 năm.

## Hệ thống bầu cử
Mọi công dân thuộc cả hai giới tính (nam và nữ) từ đủ 18 tuổi trở lên và đã có tên trong danh sách bầu cử và đủ mọi các quyền công dân của bản thân đều có quyền bầu cử đại biểu Quốc hội, Yêu cầu độ tuổi là 40 để có thể bỏ phiếu cho các Thượng nghị sĩ. Danh sách bầu cử được sửa đổi 4 năm một lần và việc bỏ phiếu sẽ không bắt buột.

### Bầu cử
| Đảng chính trị                          | Phiếu bầu | %     | Số ghế | +/-  |
| --------------------------------------- | --------- | ----- | ------ | ---- |
| Đảng Cộng hòa Xã hội                    | 1.304.207 | 99,1% | 126    | +126 |
| Đảng Pracheachon                        | 12.854    | 0,90% | 0      |      |
| Phiếu bầu không hợp lệ/trống            | 8.498     |       |        |      |
| Tổng cộng:                              | 1.325.559 |       | 126    | 0    |
| Cử tri đã đăng ký/cử tri đã đi bỏ phiếu | 1.686.900 | 78,6% |        |      |

| Đảng chính trị                          | Phiếu bầu | %      | Số ghế | +/- |
| --------------------------------------- | --------- | ------ | ------ | --- |
| Đảng Cộng hòa Xã hội                    | 989.196   | 95,71% | 32     | +32 |
| Đảng Pracheachon                        | 43.171    | 4,29%  | 0      |     |
| Phiếu bầu không hợp lệ/trống            |           |        |        |     |
| Tổng cộng:                              | 1.032.367 |        | 32     | 0   |
| Cử tri đã đăng ký/cử tri đã đi bỏ phiếu |           |        |        |     |